# 고헌중학교
고헌중학교(固軒中學校)는 대한민국 울산광역시 북구 화봉동에 있는 공립 중학교이다.

## 학교 연혁
- 2018년 10월 17일 : 설립인가 (36학급, 특수 2학급)
- 2020년 3월 1일 : 고헌중학교 개교
- 2020년 3월 1일 : 초대 이영선 교장 취임
- 2020년 3월 2일 : 신입생 266명 입학
- 2023년 2월 10일 : 제1회 졸업생 269명 졸업
- 2023년 3월 2일 : 신입생 315명 입학

## 참고 자료
- 고헌중학교 - 한국교육학술정보원 학교알리미